# Štakorski kanali
Štakorski kanali (engleski: rat lines) je pojam koji su američke obavještajne službe i vojni krugovi koristili za puteve bijega vodećih predstavnika nacističkog režima, pripadnika SS-a te ustaša nakon završetka Drugog svjetskog rata. Zbog aktivnog sudjelovanja visokih predstavnika Katoličke crkve u tim rutama bijega, koristio se i naziv samostanske rute (njem. Klosterrouten) sve do uključenja tajne službe Sjedinjenih Država. 
Putevi bijega vodili su preko Italije (uglavnom od Južnog Tirola do Genove) ili preko Španjolske (koja je tada bila pod vlašću diktatora Franca, u savezništvu s Hitlerom) do Južne Amerike, uglavnom Argentine, ali i u zemlje arapskog svijeta. Nakon Drugog svjetskog rata, velik broj nacista, fašista i suradnika iz različitih europskih zemalja izbjegao je tako kaznene progone.